# Igrejas Protestantes Reformadas na América
As Igrejas Protestantes Reformadas na América - IPRA- ou Igrejas Reformadas Protestantes na América (em inglês Protestant Reformed Churches in America - PRCA) formam de uma denominação reformada continental, estabelecida em 1924, nos Estados Unidos e no Canadá, por um grupo dissidente da Igreja Cristã Reformada na América do Norte, por rejeitar a doutrina da graça comum. 

## História
Em 1924, a Igreja Cristã Reformada na América do Norte afirmou posicionamentos adotou oficialmente a doutrina da graça comum. Todavia, alguns de seus pastores rejeitaram o resultado do concílio. Consequentemente, os reverendos Herman Hoeksema, George Ophoff e Henry Danhof foram depostos pela denominação, por não acreditarem na doutrina. Após a expulsão, estes pastores foram responsáveis pela fundação e organização das Igrejas Protestantes Reformadas na América (IPRA).
A nova denominação cresceu constantemente. Todavia, em 1953, um grupo dissidente, sob a liderança de Hubert de Wolf, formaram a Igrejas Protestantes Reformadas Ortodoxas. Esta denominação existiu por um período curto de tempo. Em 1961 foi absorvida pela Igreja Cristã Reformada na América do Norte.
Depois do cisma, as IPRA voltaram a crescer. 

## Doutrina
As IPRA adotam as Três Formas da Unidade (Catecismo de Heidelberg, Confissão Belga e Cânones de Dort) como sua doutrina oficial. A denominação defende a Inerrância bíblica e se opõe a ordenação de mulheres. Além disso, rejeita a doutrina da graça comum e da oferta bem intencionada do Evangelho.
As IPRA acreditam que o casamento é um vínculo vitalício e que, embora um indivíduo possa se divorciar de seu cônjuge por infidelidade contínua, o vínculo matrimonial não é dissolvido sem a morte. Consequentemente, nenhuma das partes pode se casar novamente enquanto a outra pessoa ainda estiver viva. Aqueles que se divorciam e se casam novamente enquanto o primeiro cônjuge ainda está vivo são considerados adúlteros, independentemente das circunstâncias do divórcio.
As IPRA cantam principalmente os Salmos com acompanhamento de órgão, mas não adota a salmodia exclusiva, permitindo o canto de hinos. A denominação também defende o Criacionismo da Terra Jovem.

## Estatísticas
Em 1955, a denominação era formada por 18 igrejas e 2 385 membros. Em 2010, atingiu 31 igrejas e 7 806 membros.
Em 2017, a denominação atingiu 33 igrejas e 8 716 membros. 

## Relações Intereclesiásticas
A denominação é observadora do Conselho Norte-Americano Presbiteriano e Reformado.